# Franz Freisleder

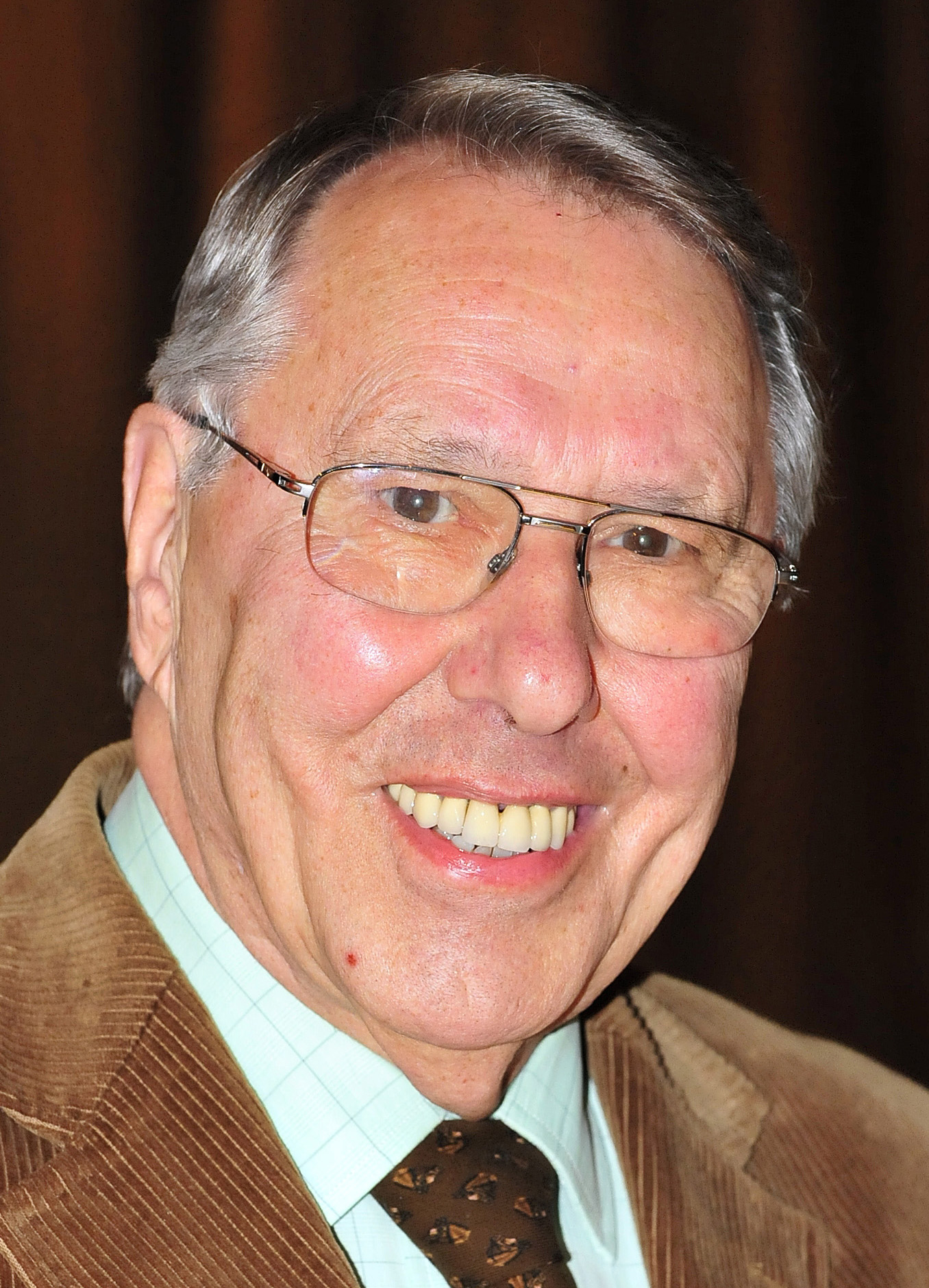
Franz Freisleder, 2010

Franz Freisleder (* 22. Februar 1931 in München; † 29. August 2024 ebenda) war ein deutscher Schriftsteller, Journalist und bayerischer Mundartdichter.

## Biografie
Franz Freisleder wuchs im Münchner Stadtteil Schwabing auf. Nach dem Abitur, das er im Jahr 1951 erwarb, studierte er Theaterwissenschaft und Publizistik. 1956 kam er zur Süddeutschen Zeitung, wo er später lange Zeit als Ressortleiter für Lokales und Chefredakteur des Münchner Stadtanzeigers arbeitete. In den 1970er bis 1990er Jahren war er auch häufig in Funk und Fernsehen mit eigenen Beiträgen zu "weißblauen" Themen zu hören und zu sehen. Ab 1996 war er im Ruhestand.
Franz Freisleder wurde vor allem durch seine insgesamt 14 Bücher bekannt, die er teils in Gedichtform – dabei häufig im Dialekt – teils in Prosaform verfasste. Er schilderte darin das Leben in Bayern, insbesondere in München, in einer abwechslungsreichen Mischung aus Vergangenem, Gegenwärtigem, Kulturgeschichtlichem und Selbsterlebtem. Besonders populär: Seine Geschichte Bayerns von der Steinzeit bis heute in Form eines Dialektgedichts. Unter dem Titel „Meine Münchner Kindheit“ Jugenderinnerungen an die NS- und erste Besatzungszeit.
Freisleder war einer der Münchner Turmschreiber. Von 1996 bis 2000 war er Präsident des Münchner Trabrenn- und Zuchtvereins e.V.

## Auszeichnungen
- 1974 Medaille "München leuchtet" in Silber
- 1981 Tukan-Preis für Literatur von der Landeshauptstadt München
- 1985 Bayerischer Poetentaler für Verdienste um die bayerische Kultur der Münchner Turmschreiber
- 1987 Bundesverdienstkreuz am Bande
- 1990 Theodor-Wolff-Preis für Journalisten
- 1992 Bayerischer Verdienstorden
- 1998 Bundesverdienstkreuz 1. Klasse
- 2001 Bezirksmedaille in Gold des Bezirks Oberbayern

## Werke
- Apropos, Gstanzln ohne Musi. Süddeutscher Verlag, München 1971 (Mit fünf Zeichnungen von Ernst Hürlimann).
- Boarisch higriebn oder Bayerisch Bescheid gesagt. Rosenheimer Verlagshaus, Rosenheim 1975, ISBN 3-475-52105-9.
- Aufs Maul und ins Herz geschaut. Gedichte in oberbayrischer Mundart. Rosenheimer Verlagshaus, Rosenheim 1976, ISBN 3-475-52173-3.
- Bayerische Gschicht im Gedicht. Rosenheimer Verlagshaus, Rosenheim 1984, ISBN 3-475-52427-9.
- Bayerische Geschichte auf boarisch erzählt. zweite, erweiterte Auflage. Rosenheimer Verlagshaus, Rosenheim 1998, ISBN 3-475-52919-X.
- Bayerische Gschicht im Gedicht. dritte, nochmals erweiterte Auflage. Rosenheimer Verlagshaus, Rosenheim 2010, ISBN 978-3-475-54074-5.
- Meine Münchner Kindheit. Rosenheimer Verlagshaus, Rosenheim 2012, ISBN 978-3-475-54150-6.
- Verserl statt Bleamerl oder Gereimtes anstelle von Blumen. Rosenheimer Verlagshaus, Rosenheim 1983, ISBN 3-475-52412-0 (Mit Zeichnungen von Ernst Hürlimann).
- Grad sche is bei uns, Plaudereien übers Bayernland. Ludwig Verlag, 1983, ISBN 3-7787-3228-5.
- Die Schale rauh der Kern oft zart. Mein Bayern-Spiegel. Rosenheimer Verlagshaus, Rosenheim 1990, ISBN 3-475-52658-1.
- Zwischen Kirche und Wirtshaus. Eine Liebeserklärung an die Provinz. Turmschreiber Verlag, Pfaffenhofen 1994, ISBN 3-930156-17-2.
- Gebrauchsanweisung für den letzten Bayern, eine vom Aussterben bedrohte Art stellt sich vor. Rosenheimer Verlagshaus, Rosenheim 1998, ISBN 3-475-52928-9.
- Bayerische Geschichte auf Boarisch erzählt. 2. Auflage. Rosenheimer Verlagshaus, Rosenheim 1998, ISBN 3-475-52919-X.
- Da menschelt's narrisch. Rosenheimer Verlagshaus, Rosenheim 1999, ISBN 3-475-52966-1 (Mundart-Gedichte).
- Mein Münchner Mosaik. Verlag Bayerland, Dachau 2006, ISBN 3-89251-364-3.
- Bayerische Gschicht im Gedicht. Rosenheimer Verlagshaus, 2011, ISBN 978-3-475-54074-5.
- Bayern samma. Rosenheimer Verlagshaus, 2015, ISBN 978-3-475-54486-6.